# Emile Cherbuliez
Emile Cherbuliez (Paul Emil Cherbuliez) (* 22. Januar 1891 in Mülhausen; † 28. Oktober 1985 in Genf) war ein Schweizer Chemiker.
Cherbuliez war der Sohn des Professors für theoretische Physik und Wissenschaftshistorikers Emile Cherbuliez und von Emma Koeckert. Cherbuliez studierte Chemieingenieurwesen an der ETH Zürich mit dem Diplom 1913 und wurde 1917 in Zürich bei Pierre-Ernest Weiss (Über den Magnetisierungskoëffizienten von Cuprisalzen in sehr verdünnter Lösung) und 1918 in München promoviert. 1925 wurde er ausserordentlicher und 1939 ordentlicher Professor für Chemie in Genf. 1952 bis 1966 hatte er dort den Lehrstuhl für pharmazeutische und organische Chemie.
Von 1948 bis 1971 leitete er die Redaktion von Helvetica Chimica Acta. 1976 erhielt er den Paracelsus-Preis (damals noch Paracelsus-Medaille). 1972 wurde er Ehrendoktor in Zürich und 1973 in Lausanne.
Er war der Bruder des Musikwissenschaftlers Antoine-Elisée Cherbuliez. 1924 heiratete er die Ärztin Jeanne Stephani. Mit Conrad Hans Eugster gab er ab 1976 Ergänzungsbände zu Walter Karrer, Konstitution und Vorkommen der Organischen Pflanzenstoffe, heraus.